# 邱钰涵
邱钰涵（英語：Qiu Yuhan，1998年7月17日—），辽宁本溪人，中国游泳运动员。

## 生平
2012年，邱钰涵代表中国出戰英國倫敦舉行的奥林匹克运动会游泳比賽女子4×100米自由泳接力賽事，并取得第四名的好成绩。
2016年5月14日，邱钰涵在赛外检测中被查出氢氯噻嗪，遭到禁赛9个月的处罚，处罚至2017年4月10日结束。